# Illuminations (Josh Groban)
Illuminations è il quinto album in studio del cantautore statunitense Josh Groban, pubblicato nel 2010.

## Tracce
1. The Wandering Kind (Prelude) (Josh Groban) – 2:28
2. Bells of New York City (Groban, Dan Wilson) – 3:50
3. Galileo (Someone Like You) (Declan O'Rourke, Seamus Cotter) – 3:22
4. L'Ora Dell'Addio (Groban, Walter Afanasieff, Marco Marinangeli) – 3:38
5. Hidden Away – 3:56
6. Au Jardin des Sans-Pourquoi (The Garden Without "Whys") (Groban, Rufus Wainwright, Kate McGarrigle) – 3:32
7. Higher Window (Groban, Wilson, Thomas Salter) – 4:37
8. If I Walk Away (Groban, Wilson) – 3:52
9. Love Only Knows (Groban, Wilson) – 4:44
10. Voce Existe Em Mim (Groban, Lester Mendes, Carlinhos Brown) – 5:07
11. War at Home (Groban, Wilson) – 4:45
12. London Hymn (Groban, Marius de Vries) – 1:57
13. Straight to You (Nick Cave) – 4:10